# Districtul Bang Khan
Bang Khan (în thailandeză บางขัน) este un district (Amphoe) din provincia Nakhon Si Thammarat, Thailanda, cu o populație de 40.498 de locuitori și o suprafață de 601,7 km².

## Componență
Districtul este subdivizat în 4 subdistricte (tambon), care sunt subdivizate în 60 de sate (muban).
| Nr. | Nume       | În thailandeză | Sate | Locuitori |  |
| --- | ---------- | -------------- | ---- | --------- |  |
| 1.  | Bang Khan  | บางขัน          | 18   | 12,253    |  |
| 2.  | Ban Lamnao | บ้านลำนาว       | 16   | 13,271    |  |
| 3.  | Wang Hin   | วังหิน           | 13   | 8,145     |  |
| 4.  | Ban Nikhom | บ้านนิคม         | 13   | 6,829     |  |